# Fabian Nicieza

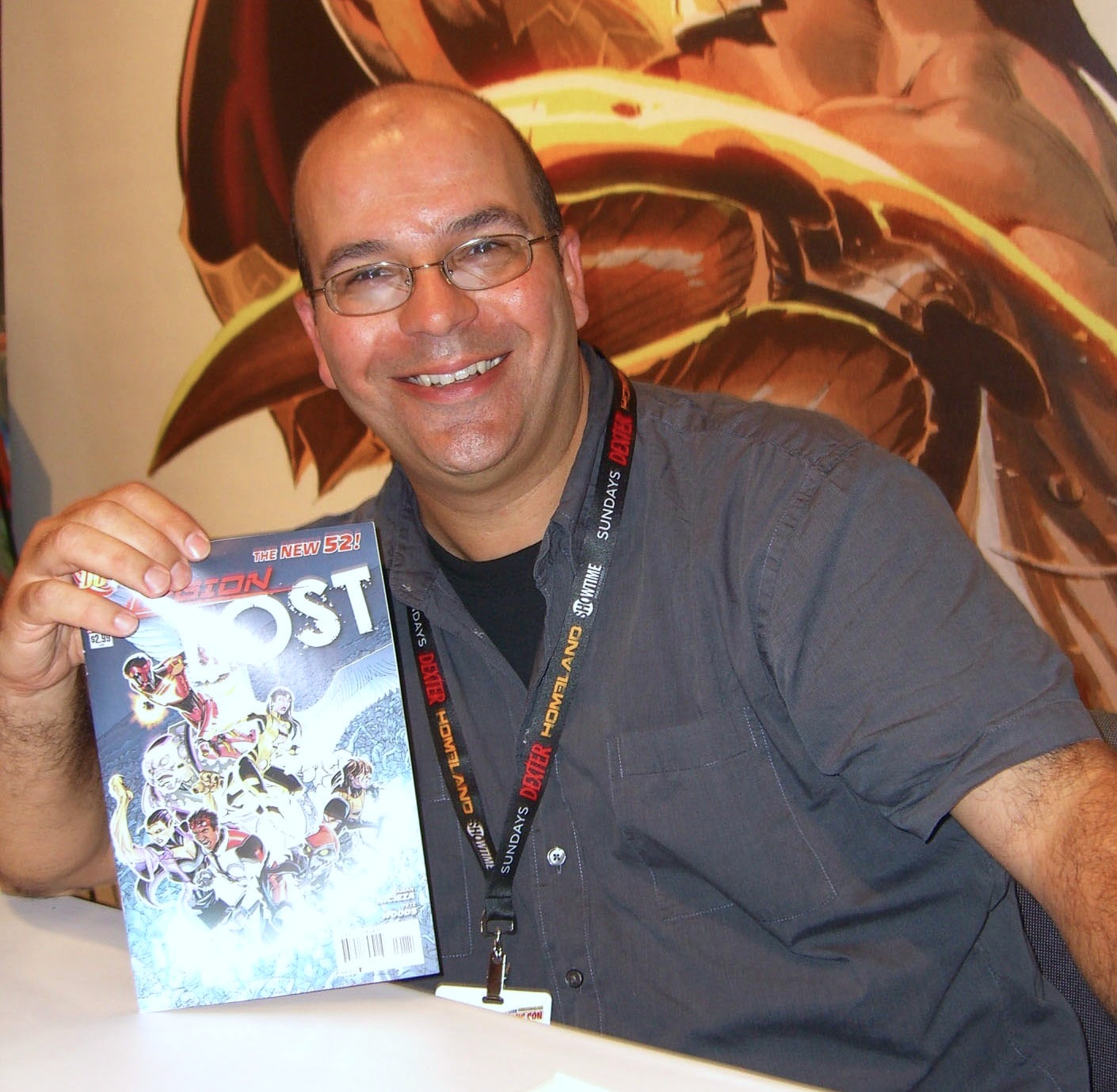
Fabian Nicieza, 2011

Fabian Nicieza (* 31. Dezember 1961 in Buenos Aires, Argentinien) ist ein US-amerikanischer Comicautor mit argentinischen Wurzeln.
Nicieza, der ursprünglich aus der Werbebranche kam, stieg Mitte der 1980er-Jahre als Editor bei Marvel Comics ein, ehe er in der kleinen Serie New Warriors 1990 seine erste eigenständige Reihe schrieb. Positives Feedback führte dazu, dass er gemeinsam mit Rob Liefeld die X-Men-Spinoffserie New Mutants (später umbenannt in X-Force) verfasste. Hierbei erschufen sie u. a. den grimmigen Söldner Cable sowie den sarkastischen Antihelden Deadpool, der zunächst sein Erzfeind, später sein guter Freund wurde. Weitere Werke von Nicieza umfassen u. a. Captain Marvel, Cable & Deadpool, sowie einige Ausgaben von Spider-Man.
Nicieza verfasste den kurzlebigen Comic NFL SuperPro (1991) über den Footballspieler Phil Grayfield, der in einer unzerstörbaren Footballuniform für Gerechtigkeit sorgt. Dies war die erste Kooperation zwischen Marvel Comics und der US-Footballliga NFL, die Storys selbst wurden aber von der Kritik verrissen.